# Teoria de les dues fases
La teoria de dues fases és un teoria política que defensa que països subdesenvolupats, com la Rússia Tsarista, han de passar primer a través d'una etapa de capitalisme abans d'evolucionar a una etapa socialista. Aquesta teoria va ser aplicada en països d'arreu del món que no havien passat a través de l'etapa capitalista.
La discussió sobre la teoria posa el focus en la Revolució Russa. Malgrat tot, les teories maoistes, com la nova democràcia tendeixen a aplicar una teoria de dues etapes a lluites d'altres llocs. En la Unió Soviètica la teoria de dues fases tenia com a oposició la teoria trotskista de la revolució permanent.

## Teoria
La teoria de dues fases va obtenir un ressorgiment. Més recentment, el Partit Comunista Sud-africà i l'Aliança Socialista (Austràlia) han tornat a elaborar la teoria de dues fases, malgrat que l'Aliança Socialista diferencia la seva posició de la de Stalin

## Crítiques
La teoria de dues fases és sovint atribuïda a Marx i Engels, però crítics com David McLellan i d'altres disputen que Marx i Engels imaginessin l'aplicació estricta d'aquesta teoria fora de l'actual desenvolupament occidental existent del capitalisme.
Malgrat que hi ha consens que Marx i Engels argumenten que el capitalisme occidental proporciona els avenços tecnològics necessaris per al socialisme així com també proporciona els "enterradores" de la clase capitalista en forma de classe treballadora, els crítics de la teoria de les dos fases, inclosa la majoria de tendències del trotskisme, narren que Marx i Engels van negar haver escrit una fórmula que fos aplicada a tots els països en totes les circumstàncies. McLellan i altres citen la resposta de Marx a Mikhailovski:
| «                                    | "[Mikhailovski] creu que pot metamorfesajar completament el meu estudi històric sobre la gènesi del capitalisme a l'Europa occidental en una teoria històrico-filosòfica sobre el camí que tothom està destinat a seguir, siguin quines siguin les circumstàncies històriques en què es trobi... però li demano les seves disculpes. (M'honora i m'avergonya massa alhora)" | » |
| — Karl Marx, Resposta a Mikhailovsky | |   |

En el prefaci a l'edició russa del Manifest comunista de 1882, Marx i Engels van perfilar específicament un camí alternatiu al socialisme per a Rússia.
A Rússia, els menxevics van creure en la teoria de les dues fases aplicada a la Rússia Tsarista. Van ser criticats per Trotski en el que seria la teoria de la revolució permanent l'any 1905. Més tard, quan la teoria de les dues fases va reaparèixer després de la mort de Lenin a la Unió Soviètica, la teoria de la revolució permanent va rebre el suport de l'Oposició d'Esquerra. La Revolució Permanent argumenta que les tasques assignades a la teoria de les dues fases a la classe capitalista només poden ser dutes a terme per la classe treballadora amb el suport de la pagesia pobra, i que la classe treballadora llavors passarà a les tasques socialistes i expropiarà la classe capitalista. La revolució no pot parar aquí, malgrat tot, i ha de ser "permanent" en el sentit que ha de buscar la revolució global per evitar l'aïllament i per això moure's cap al socialisme internacional.